# Olga Rivero Jordán
Olga Rivero Jordán (La Laguna, 24 de noviembre de 1928-14 de abril de 2021) fue una poeta española. Está incluida en la Constelación de Escritoras Canarias, proyecto educativo puesto en marcha por el Gobierno de Canarias para el reconocimiento y la difusión de la obra y la trayectoria de las escritoras de las islas Canarias.

## Trayectoria
Rivero contó con una adolescencia difícil marcada por la situación de su familia dado que su padre, Luis Rivero, primer teniente alcalde del Ayuntamiento de La Laguna, fue preso gubernativo, es decir, preso sin ser juzgado, durante la Guerra civil española hasta su liberación. Esta situación derivó en la incautación de propiedades y fincas familiares, mermando la situación económica de toda la familia.
De formación autodidacta, resultaron fundamentales los conocimientos adquiridos en la biblioteca del Instituto de Canarias. En su trayectoria destaca el impulso de una tertulia en el Ateneo de La Laguna donde congregaba a poetas y escritores.
Su primer libro, Los zapatos del mundo, lo publicó en 1982 cuando contaba con 54 años de edad aunque ya había publicado diversos textos en revistas como Artymaña, El buey de las estrellas, Aquel Viejo Noray, Taramela, Menstrua Alba, Poesía (revista venezolana de poesía y teoría poética de la Universidad de Valencia, Venezuela), El Taller, El Vigía, así como en los diarios La Tarde (Revista Semanal de las Artes), Diario de Avisos, El Día y La Gaceta de Canarias.
Su obra aparece recogida en diversas en la última antología de poetas canarios editada por el Ateneo Obrero de Gijón (Asturias) y en Antología de la Poesía Canaria dirigida por los poetas canarios Antonio Arroyo y Domingo Acosta Felipe para la revista Isla Negra nº 202, así como en la Antología de 100 escritoras canarias, obra de María del Carmen Reina Jiménez y en la antología Escritoras canarias del siglo XX. A su vez, la revista especializada Orizon Literar Contemporan tradujo al rumano una selección de sus poemas. Su obra cuenta también con difusión en Chile, Venezuela, México y Argentina. El Gobierno de Canarias incluyó la obra de Olga Rivero en la Biblioteca Básica Canaria.
Falleció a los 92 años en abril de 2021.

## Obra
Poesía
- 1982 - Los zapatos del mundo, Cuaderno de Arte y Cultura Popular, Santa Cruz de Tenerife.
- 1995 - Las llamas rápidas de la sangre, Centro de la Cultura Popular Canaria, ISBN: 978-84-7926-182-5
- 2004 - Poesía inédita 1977-2004, Artemisa Ediciones, ISBN: 978-84-96374-05-8
- 2009 - Memoria azul, Editorial El Vigia, ISBN: 978-84-932668-0-6

Narrativa
- 1993 - Girándula, ISBN: 978-84-85896-67-7
- 2003 - La imaginista de sueños, Ediciones Idea, ISBN: 978-84-96161-18-4
- 2003 - La ciudad soñada, Editorial Benchomo, La Laguna
- 2006 - La hilandera de luz, Editorial Benchomo, La Laguna
- 2006 - Mares, Editorial Benchomo, La Laguna, ISBN: 978-84-95657-21-3
- 2006 - Luces en el cielo, Editorial Benchomo, ISBN: 978-84-95657-97-8
- 2006 - El sentir de la hoguera, Editorial Benchomo, La Laguna
- 2007 - Onomástica aborigen de Canarias, Editorial Benchomo, ISBN: 978-84-95657-96-1
- 2019 - Solar de manuscritos, Ediciones Torremozas,  ISBN: 978-84-7839-774-7

## Reconocimientos
En 2018, la Asociación Tinerfeña de Escritores le concedió el Premio Victorina Bridoux de las Letras al conjunto de su obra. La Feria del Libro de Santa Cruz de Tenerife en su edición de 2019, denominó con su nombre un espacio para presentaciones dentro de la Feria y acogió un homenaje a su obra en torno a su último libro Solar de manuscritos.
En 2020, el Gobierno de Canarias le hizo un reconocimiento con motivo del Día de las Escritoras.